# Влака (острво)
43° 10′ 10″ N 16° 21′ 56″ E / 43.16944° С; 16.36556° И
Влака је острвце у хрватском дијелу Јадранског мора. Налази се у групи Паклених отока у средњој Далмацији око 0,3 km сјеверно од острва Свети Клемент, између увала Колудрица и Влака. Његова површина износи 0,021 km², док дужина обалске линије износи 0,56 km. Највиши врх је висок 15 m. Административно припада Граду Хвару у Сплитско-далматинској жупанији.